# Carroll County (Maryland)
Carroll County is een county in de Amerikaanse staat Maryland.
De county heeft een landoppervlakte van 1.163 km² en telt 150.897 inwoners (volkstelling 2000). De hoofdplaats is Westminster.